# Construyendo y Creciendo
Construyendo y Creciendo A.C. es una asociación civil mexicana que promueve la educación, mejora en calidad de vida y desarrollo de los trabajadores de la construcción mediante el acceso a la educación y capacitación para el trabajo. Cuenta con el apoyo del Gobierno de México mediante convenio con el INEA para que la educación brindada sea «de calidad y con certificaciones oficiales»; ofrece servicios desde alfabetización hasta preparatoria, así como cursos de computación, talleres de oficios, educación financiera, desarrollo personal, entre otros.

## Historia
Fundada por José Shabot Cherem, quien mientras trabajaba en una construcción (combinada con sus estudios de ingeniería) se dio cuenta de que, algunos de sus compañeros albañiles no sabían leer y escribir, comienza en 2004 a darles personalmente clases para posteriormente, en el año 2006, crear la Fundación para hacer accesible la finalización de sus estudios brindándoles educación y capacitación para el trabajo.
Ha instalado 120 aulas de estudio en 14 estados de la República mexicana, las aulas son habilitadas dentro de las construcciones para que los trabajadores puedan estudiar en el mismo lugar donde laboran.
En 2017 fue elegida como Presidenta Ejecutiva Roxana Fabris (socia del think tank Centro Urbano).

## Cronología
- 2004.- José Shabot Cherem comienza a darle clases a sus compañeros de obra y crea una Fundación para darles educación.
- 6 de octubre de 2006.- Inicia operaciones la asociación civil Construyendo y Creciendo A.C.
- 2007.- Inicia la colaboración con el INEA para certificar a los asesores académicos de la fundación.
- 2011.- Se integra la colaboración para obtención de servicios de Educación Media Superior.
- 2013.- El Consejo Nacional de Educación para la Vida y el Trabajo (CONEVyT) les otorga el reconocimiento como organización de la Sociedad Civil por su compromiso con la educación de sus beneficiarios.[4]
- 2014.- Recibe del Centro Mexicano para la Filantropía (CEMEFI) otorga el premio a la solidaridad, filantropía y corresponsabilidad social.
- 2014.- Construyendo y Creciendo se constituye como I.A.P. bajo el nombre «Construyendo a México Crecemos I.A.P.».
- 2015.- Apertura de la primera aula móvil en espacio público para la comunidad en general.
- 2016.- Son nominados al premio Confucio de Alfabetización de la UNESCO.[5]
- 2016.- José Shabot obtiene el Premio Alberto Santos de Hoyos, al emprendedor social del año por su labor en Construyendo y Creciendo.[6][7]
- 2017.- Junto a la telefónica transnacional AT&T, crea una alianza para instalar aulas con todos los servicios tecnológicos en diversos lugares.[8]
- 2019.- Construyendo y Creciendo obtiene el segundo lugar del Premio ViVa Idea Schmidheiny como ONG con impacto social.

## Patronato
- Sara Topelson - expresidenta de la Unión Internacional de Arquitectos.
- Juan Manuel Rosas - Director de Fundación Gigante.
- Salomón Shabot - Director de Quiero Casa.
- Lydia Alvarez - Presidenta de Canadevi Valle de México.
- Horacio Urbano - Presidente de Centro Urbano.
- Lyman Daniels - CEO de CBRE México.